# Paulistas
Paulistas est une municipalité brésilienne de l'État du Minas Gerais et la Microrégion de Guanhães.